# Temple protestant de Vaux-sur-Mer
Le temple protestant de Vaux-sur-Mer est une église réformée située à Vaux-sur-Mer, en Charente-Maritime. Elle est rattachée à l'Église protestante unie de France. 

## Historique
Construit en centre-ville, en contrebas de l'église Saint-Étienne, il est édifié à partir de 1841. Le chantier, confié à l'entrepreneur François Bussac, est rapidement interrompu, les travaux ne reprenant qu'à partir de 1847, sous la direction de Télémaque Moirou. L'année suivante, le temple est achevé et ouvert au culte. 

## Description
Comme de nombreux sanctuaires protestants de la région, le temple de Vaux-sur-Mer se caractérise par une architecture sobre, rigoureuse et strictement fonctionnelle. Formant un unique vaisseau rectangulaire, sa façade est influencée par le style néo-classique (à l'instar des temples de Courlay, Breuillet ou Meschers-sur-Gironde). Presque totalement dépourvue d'ornementation, elle est surmontée d'un fronton triangulaire à denticules, admirablement proportionné. Une série de baies en plein cintre éclairent l'édifice. À l'intérieur, le regard se porte sur une monumentale chaire en acajou.